# Pierrickia aequalis
Pierrickia aequalis is een rondwormensoort uit de familie van de Comesomatidae. De wetenschappelijke naam van de soort werd in 1956 voor het eerst geldig gepubliceerd door S.A. Gerlach.